# 岡部徹
岡部 徹（おかべ とおる、1950年 - ）は、NHK解説委員。担当分野は国際情勢（特にアメリカ政治）と国際連合。

## 来歴
愛媛県出身。慶應義塾大学文学部卒業。1972年日本放送協会（NHK）入局。ワシントン特派員（アメリカ政治と外交担当）、ニューヨーク特派員（国際連合担当）、バンコク支局長（東南アジア担当）を経て、NHK解説主幹・NHK解説副委員長。

## 担当番組
- ニュースで英会話
- 時論公論
- 大人ドリル

## 過去の担当番組
- NHKラジオ夕刊
- あすを読む